# Adieu Pyrénées
Pour plus de détails, voir Fiche technique et Distribution.
Adieu Pyrénées est un film français réalisé par Alain Guesnier et Annie Tresgot, sorti en 1980.

## Synopsis
L'évolution, dans les Pyrénées, de l'habitat des zones de montagne confrontées à la désertification et à l'exode rural.

## Fiche technique
- Titre : Adieu Pyrénées
- Réalisation : Alain Guesnier et Annie Tresgot
- Musique : Denis Levaillant
- Production : Copra Production
- Pays d'origine :  France
- Genre : Documentaire
- Durée : 52 minutes
- Date de sortie : France - 1980